# Peter Brabeck-Letmathe
Pour les articles homonymes, voir Brabeck.
 (janvier 2024).
Si vous disposez d'ouvrages ou d'articles de référence ou si vous connaissez des sites web de qualité traitant du thème abordé ici, merci de compléter l'article en donnant les références utiles à sa vérifiabilité et en les liant à la section « Notes et références ».
En pratique : Quelles sources sont attendues ? Comment ajouter mes sources ?
Peter Brabeck-Letmathe, né le 13 novembre 1944 à Villach en Autriche, est un homme d'affaires autrichien. Il est le PDG de la multinationale Nestlé de 1997 à 2008.

## Biographie
Peter Brabeck-Letmathe étudie l'économie à l'université de Vienne. En 1968, il rejoint le groupe Nestlé. Tout d'abord vendeur de glaces avec un camion, il travaille en tant que commercial et se spécialise dans les nouveaux produits. Après dix ans passés au Chili à partir de 1970, il dirige Nestlé Équateur en 1980 puis Nestlé Venezuela à partir de 1983 avant de rejoindre le siège de Vevey en 1987.
En 1992, il devient vice-président exécutif de Nestlé S.A. responsable de la stratégie globale du secteur nutrition du groupe, englobant notamment les pâtes Buitoni, le chocolat, les confiseries, les crèmes glacées, la nourriture pour animaux de compagnie ainsi que les produits industriels comme les arômes.
Le 5 juin 1997, il est élu au conseil d'administration et nommé directeur général de Nestlé S.A. Il est élu vice-président du conseil en avril 2001, puis président en avril 2005. Le 20 septembre 2007, le conseil d'administration de la multinationale annonce la désignation du Belge Paul Bulcke pour lui succéder à la tête de la direction générale le 1er avril 2008. Il conserve toutefois la présidence du groupe jusqu'en 2017.
Il est membre du conseil d'administration du Forum économique mondial. En tant que vice-président du conseil d'administration du Forum économique mondial, il succède à Klaus Schwab en tant que président par intérim du forum le 21 avril 2025.

## Positions sur le marché de l'eau
Peter Brabeck pense que l'eau est une denrée comme les autres, qu'elle a une valeur marchande et qu'il faut la privatiser : « les ONG ont un avis extrême quant au problème de l’accès à l’eau. Ils souhaitent que l’accès à l’eau soit nationalisé, c’est-à-dire que tout le monde puisse avoir accès à l’eau. Mon point de vue n’est pas celui-ci. Il faut que l’eau soit considérée comme une denrée, et comme toute denrée alimentaire, qu’elle ait une valeur, un coût. » Il estime que l'eau est extrêmement précieuse et beaucoup trop gaspillée.

## Autres fonctions
Il est membre de la Commission pour la libération de la croissance française, et est également vice-président du conseil d'administration de L'Oréal et membre non exécutif au Conseil d’administration de Salt.

## Publication
- Ascensions, Éditions Favre, Lausanne, 2020, 281 p.  (ISBN 978-282891895-8)